# Lhamana

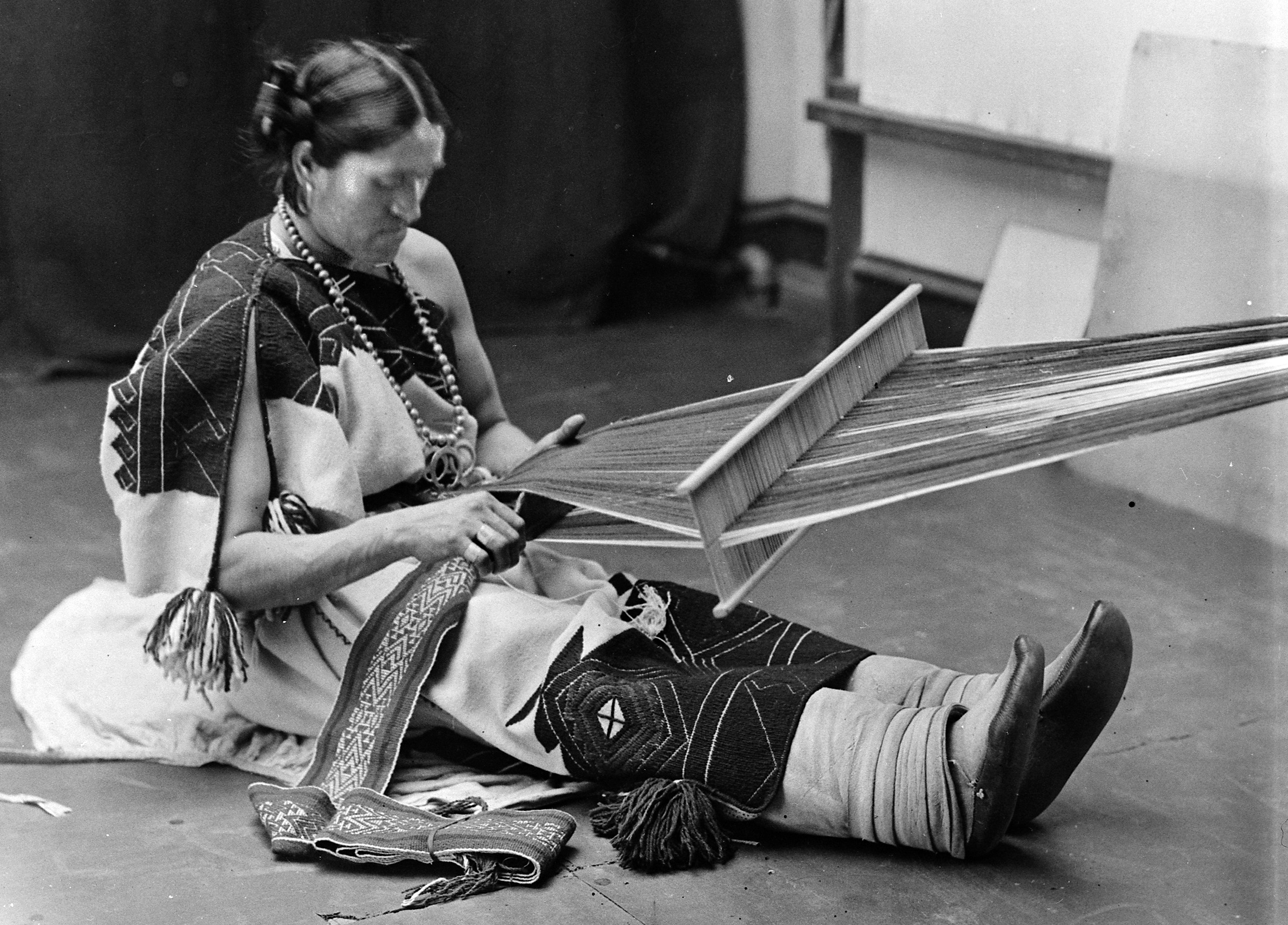
We'wha, un artiste notable de la fibre lhamana Zuni et ambassadeur culturel, tissant sur un métier à tisser à sangle arrière.

Les Lhamana, dans la culture traditionnelle Zuni, sont des personnes biologiquement masculines qui assument les rôles sociaux et cérémoniels habituellement joués par les femmes dans leur culture, au moins une partie du temps,. Ils portent un mélange de vêtements pour femmes et pour hommes et une grande partie de leur travail se déroule dans les zones habituellement occupées par les femmes Zuni. Certains lhamana contemporains participent à la communauté bispirituelle pan-indienne.
Le lhamana le plus célèbre était We'wha (1849-1896), qui en 1886 faisait partie de la délégation Zuni à Washington DC, où ils rencontrèrent le président Grover Cleveland.

## Rôle social
Des récits des années 1800 indiquent que les lhamana, bien que vêtues de « vêtements féminins », étaient souvent embauchées pour des travaux qui exigeaient « force et endurance », comme la chasse au gros gibier et la coupe de bois de chauffage.
En plus d’effectuer des travaux pénibles, certains lhamanas excellent dans les arts et l’artisanat traditionnels tels que la poterie et le tissage. We'wha, en particulier, était un tisserand réputé. 
Les pronoms masculins et féminins ont été utilisés pour les personnes lhamana . Écrivant à propos de son amie We'wha, l'anthropologue Matilda Coxe Stevenson a décrit We'wha comme : 
« Elle exerce des fonctions religieuses et judiciaires masculines en même temps qu'elle accomplit des tâches féminines, s'occupant de la lessive et du jardin. »
« ...la personne la plus intelligente du pueblo. Son caractère fort faisait de sa parole la loi parmi les hommes et les femmes qu'il fréquentait. Bien que sa colère fût redoutée par les hommes comme par les femmes, il était aimé de tous les enfants, envers lesquels il était toujours bienveillant. »
Bien que généralement perçus par les colonialistes européens et les adeptes modernes des études queer comme homosexuels, LGBT ou transgenres, les lhamana zuni, comme d'autres rôles sociaux, culturels et cérémoniels autochtones, existent dans une matrice autochtone. Les auteurs autochtones qui s’intéressent à ces rôles estiment que ces identités ne peuvent être réduites uniquement au désir homosexuel ou à l’adhésion à un ensemble conventionnel de rôles de genre, même ceux des transgenres ou des personnes de genre queer modernes,,,.